# Piangi mio amato paese
Piangi mio amato paese (Cry, the Beloved Country) è un film del 1951 diretto da Zoltán Korda.
Il soggetto è tratto dal romanzo Cry, the Beloved Country dello scrittore e attivista sudafricano Alan Paton. Lo stesso regista Korda scrisse la sceneggiatura insieme allo statunitense John Howard Lawson, non accreditato in quanto all'epoca inserito nella lista nera di Hollywood.
Nel 1952 è stato presentato alla 5ª edizione del Festival di Cannes e alla 2ª edizione del Festival internazionale del cinema di Berlino, dove si è aggiudicato l'Orso di bronzo.
È l'ultimo film interpretato dall'attore americano Canada Lee, anche lui nella Hollywood blacklist in quel periodo, morto per un infarto l'anno successivo all'età di 45 anni.

## Trama
Partito dalle terre remote del Sudafrica, il reverendo zulu Stephen Kumalo si reca a Johannesburg alla ricerca dei suoi cari, il figlio Absolom, la sorella Gertrude e il fratello John, dei quali non ha notizie da quando hanno dovuto lasciare la campagna per la città in cerca di lavoro. Con l'aiuto del reverendo Msimangu farà la conoscenza di persone, sia bianche che nere, impegnate a creare una nuova società in cui non ci siano differenze razziali, ma scoprirà anche la dura realtà dell'apartheid e l'ingiustizia sociale portata dal potere coloniale.

## Produzione
Il film è stato girato in Inghilterra negli Shepperton Studios e in Sudafrica, nelle baraccopoli di Johannesburg e nel centro abitato di Ixopo, nella provincia del KwaZulu-Natal. Dal momento che il Paese era governato da severe leggi sull'apartheid, Zoltán Korda ha dovuto elaborare un piano con Sidney Poitier e Canada Lee per far risultare alle autorità dell'immigrazione sudafricana che i due attori erano in realtà "servitori" alle dipendenze del regista.

## Distribuzione
La première è avvenuta il 15 novembre 1951 a Città del Capo in Sudafrica, mentre nel Regno Unito il film è stato proiettato in anteprima a Londra il 25 aprile 1952 e distribuito dal giorno successivo. Lo stesso anno è stato mostrato in concorso ai festival di Cannes e Berlino.

### Date di uscita
- Sudafrica (Cry, the Beloved Country) – 15 novembre 1951
- Stati Uniti (Cry, the Beloved Country) – 23 gennaio 1952
- Regno Unito (Cry, the Beloved Country) – 25 aprile 1952
- Germania Ovest (Denn sie sollen getröstet werden) – 15 agosto 1952
- Svezia (Svarta skuggor) – 25 agosto 1952
- Danimarca (Hvide mand, vær os nådig!) – 29 settembre 1952
- Italia (Piangi mio amato paese) – 15 ottobre 1952
- Hong Kong (Cry, the Beloved Country) – 25 dicembre 1952
- Finlandia (Itke, rakastettu maa) – 30 gennaio 1953
- Austria (Denn sie sollen getröstet werden) – 8 maggio 1953
- Portogallo (Lágrimas de Sangue) – 11 giugno 1953
- Francia (Pleure, ô pays bien-aimé) – 21 agosto 1953

## Accoglienza

### Critica
Il sito Rotten Tomatoes riporta l'89% di recensioni professionali con giudizio positivo e un voto medio di 7,5 su 10.
Sul sito AllMovie, Craig Butler lo ha definito «un film appassionato e sorprendentemente percettivo riguardo al problema dell'apartheid in Sudafrica» e «un'esperienza cinematografica immensamente toccante e coinvolgente», mentre il critico Bosley Crowther ha scritto sul New York Times: «È difficile rendere giustizia alle ottime qualità di questo film o al coraggio e all'abilità di Mr. Korda nel trasmettere un tema così difficile e che fa riflettere».

## Riconoscimenti
- Festival di Cannes 1952
  - Candidatura al Grand Prix a Zoltán Korda
- Festival internazionale del cinema di Berlino 1952
  - Orso di bronzo a Zoltán Korda
- BAFTA Awards 1953
  - UN Award
  - Candidatura per il miglior film internazionale
  - Candidatura per il miglior film britannico

## Remake
Il film è stato oggetto di due remake: il musical del 1974 Lost in the Stars, diretto da Daniel Mann e tratto dall'adattamento teatrale di Kurt Weill e Maxwell Anderson, e Terra amata - Cry, the Beloved Country del 1995, diretto da Darrell Roodt e interpretato da Richard Harris e James Earl Jones.